# Ligota Rybińska
Ligota Rybińska est une localité polonaise de la gmina de Międzybórz, située dans le powiat d'Oleśnica en voïvodie de Basse-Silésie.